# 卡麦乡
卡麦乡（藏語：མཁར་སྨད་），是中华人民共和国西藏自治区日喀则市江孜县下辖的一个乡镇级行政单位。

## 行政区划
卡麦乡下辖以下地区：
塘麦村、杰麦村、加比村、康比村、玉村、朗嘎村、麻恰村、普夏村、嘎益村、那吾村和亚杰村。